# Iltani
Iltani war eine Königin von Karana, Tochter des Sumu-Addu und Schwester von Amat-Šamaš, einer Šamaš-Nadītum. Sie heiratete Aqba-ḫammu, der ihren Bruder Aškur-Addu vom Thron verdrängte. Historische Kenntnisse über sie speisen sich insbesondere aus dem in Tell al-Rimah gefundenen Palastarchiv, das umfangreiche Korrespondenz von ihr enthielt.
Demnach oblag ihr die Organisation des Palastbetriebs, insbesondere der Textilwirtschaft und Lebensmittelversorgung. Wie ihre Zeitgenossin Šibtu in Mari, agierte auch sie als Stellvertreter ihres Mannes, wenn dieser abwesend war. Möglicherweise verbrachte sie mehrere Jahre in Ešnunna im Exil, wozu jedoch genauere Informationen fehlen.